# Mulholland Madness
Pour les articles homonymes, voir Mulholland.
Mulholland Madness était un parcours de montagnes russes de type Wild Mouse du parc Disney California Adventure de Disneyland Resort à Anaheim en Californie. Il a fermé en octobre 2010 et a été remplacé par Goofy's Sky School.

## Le principe
Le nom de l'attraction vient de la célèbre rue Mulholland Drive située à Los Angeles, baptisée d'après l'ingénieur William Mulholland et connue pour sa sinuosité. Les véhicules de ce circuit de montagnes russes ont été conçus par Walt Disney Imagineering et fabriqués par Mack Rides. Ils prennent l'apparence des automobiles observables sur les autoroutes de la Californie du Sud. 

## L'attraction

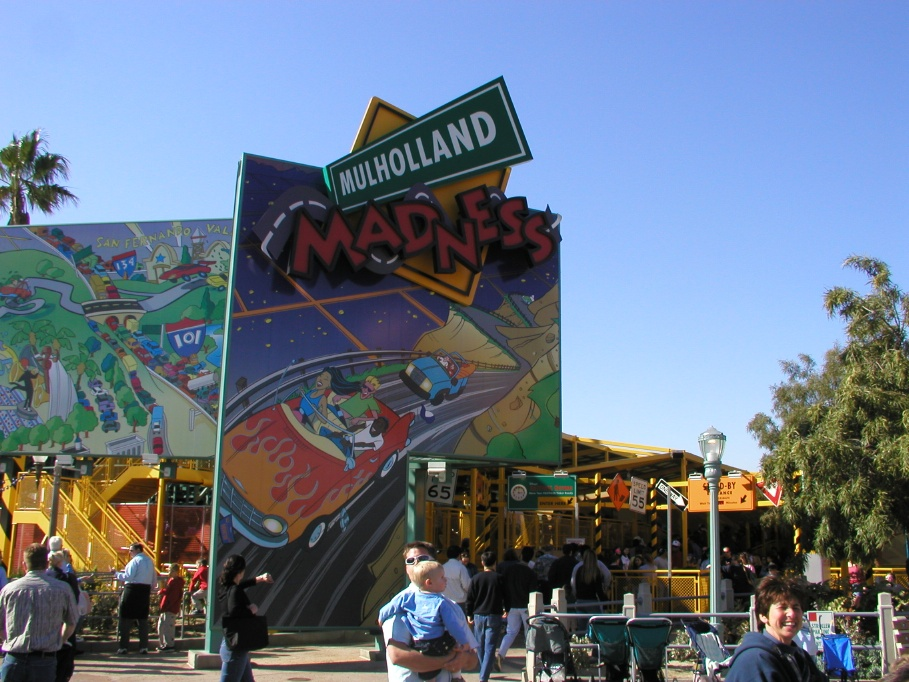
Entrée de Mulholland Madness à Disney's California Adventure.

L'attraction est assez sommaire : de grandes pancartes colorées, censées représenter les éléments de la rue Mulholland Drive, ponctuent les rails orange supportés par des échafaudages bleus. L'attraction est comparable à Primeval Whirl du parc Disney's Animal Kingdom par le manque cruel de détail dans le décor.
Cette attraction bénéficie du système FastPass
- Ouverture : 8 février 2001 (avec le parc)
- Fermeture : octobre 2010
- Partenaire : Alamo Rent A Car
- Conception : Walt Disney Imagineering et Mack Rides
- Nombre de véhicules : 11
  - Passagers par véhicule : 4
  - Véhicules sur les rails : 10
- Longueur : 365,7 m
- Inversion : 0
- Vitesse max. : 43 km/h
- Durée : 1 min 30 s
- Taille minimale requise pour l'accès : 1,06 m
- Type d'attraction : Wild Mouse
- Attraction suivante : Goofy's Sky School (2011)